# Chiopris-Viscone
Chiopris-Viscone (friülà Cjopris e Viscon) és un municipi italià, dins de la província d'Udine. L'any 2007 tenia 659 habitants. Limita amb els municipis de Cormons (GO), Medea (GO), San Giovanni al Natisone, San Vito al Torre i Trivignano Udinese.

## Administració
| Període | Identitat    | Partit        |
| ------- | ------------ | ------------- |
| 2004-   | Carlo Schiff | Llista cívica |